# Fate for Breakfast
Fate for Breakfast es el cuarto álbum de estudio del cantante estadounidense Art Garfunkel. Fue publicado el 15 de marzo de 1979 a través de CBS Records.

## Recepción de la crítica
En una reseña para la revista Rolling Stone, Ken Tucker describió la música de Fate for Breakfast como “una serie de melodías pop arrulladas con frialdad, escasamente orquestadas pero adormecedoras en su similitud de tono”. El crítico de AllMusic, William Ruhlmann, comentó: “Para su cuarto álbum en solitario, Art Garfunkel optó por hacer un disco de pop contemporáneo ligero del orden de Breakaway, pero en su mayor parte el material era mediocre y el respaldo hábil e insensible”.

## Posicionamiento

### Gráfica semanal
| Gráfica (1979)                    | Pico de posición |
| --------------------------------- | ---------------- |
| Alemania (Offizielle Top 100)     | 6                |
| Australia (Kent Music Report)     | 3                |
| Austria (Ö3 Austria Top 40)       | 24               |
| Canadá (RPM Top Albums/CDs)       | 66               |
| Estados Unidos (Billboard 200)    | 67               |
| Noruega (VG-lista)                | 9                |
| Nueva Zelanda (Recorded Music NZ) | 1                |
| Países Bajos (Album Top 100)      | 1                |
| Reino Unido (UK Albums Chart)     | 2                |
| Suecia (Sverigetopplistan)        | 7                |

### Gráfica de fin de año
| Gráfica (1979)                    | Pico de posición |
| --------------------------------- | ---------------- |
| Alemania (Offizielle Top 100)     | 28               |
| Australia (Kent Music Report)     | 24               |
| Nueva Zelanda (Recorded Music NZ) | 13               |
| Reino Unido (UK Albums Chart)     | 31               |

## Certificaciones y ventas
| País              | Certificación | Ventas  |
| ----------------- | ------------- | ------- |
| Reino Unido (BPI) | Oro           | 100,000 |